# Human Powered Health
L'equip Human Powered Health, conegut anteriorment com a Rally Cycling i Kelly Benefit Strategies, (codi UCI: RLY) és un equip ciclista professional dels Estats Units de categoria equip continental fins al 2017. El 2018 passà a ser continental professional i el 2020 a UCI ProTeam.

## Principals victòries
- Tour d'Elk Grove: David Veilleux (2008)
- Tour de Tailàndia: Andrew Bajadali (2009)
- Volta a l'Uruguai: Scott Zwizanski (2009)
- Tour de Beauce: Scott Zwizanski (2009)
- Gooikse Pijl: Ken Hanson (2012)
- Joe Martin Stage Race: Chad Haga (2013)
- Tour de Gila: Carter Jones (2014), Evan Huffman (2017), Rob Britton (2018)
- Clàssica de Loulé: Michael Woods (2015)
- Redlands Bicycle Classic: Philip Gaimon (2015)
- Tour de Utah: Rob Britton (2017)
- Tour d'Alberta: Evan Huffman (2017)
- Gran Premi Raiffeisen: Adam de Vos (2017)

### Campionats nacionals
- Campionat del Canadà en ruta: 2015 (Guillaume Boivin) i 2019 (Adam De Vos)
- Campionat del Canadà en contrarellotge: 2019 (Rob Britton)
- Campionat dels Estats Units en ruta: 2021 (Joey Rosskopf)
- Campionat dels Estats Units en contrarellotge: 2013 (Tom Zirbel)

## Composició de l'equip 2022
| Ciclista          | Data de naixement | País          | Equip any anterior |
| ----------------- | ----------------- | ------------- | ------------------ |
| Kristian Aasvold  | 30/05/1995        | Noruega       | Team Coop          |
| Stephen Bassett   | 27/03/1995        | Estats Units  | Rally Cycling      |
| Nathan Brown      | 07/07/1991        | Estats Units  | Rally Cycling      |
| Robin Carpenter   | 20/06/1992        | Estats Units  | Rally Cycling      |
| Pier-André Côté   | 24/04/1997        | Canadà        | Rally Cycling      |
| Arvid de Kleijn   | 21/03/1994        | Països Baixos | Rally Cycling      |
| Adam de Vos       | 21/10/1993        | Canadà        | Rally Cycling      |
| Chad Haga         | 26/08/1988        | Estats Units  | Team DSM           |
| Gage Hecht        | 18/02/1998        | Estats Units  | Aevolo             |
| August Jensen     | 29/08/1991        | Noruega       | Delko              |
| Colin Joyce       | 06/08/1994        | Estats Units  | Rally Cycling      |
| Benjamin King     | 22/03/1989        | Estats Units  | Rally Cycling      |
| Wessel Krul       | 28/01/2000        | Països Baixos | SEG Racing Academy |
| Gavin Mannion     | 24/08/1991        | Estats Units  | Rally Cycling      |
| Kyle Murphy       | 05/10/1991        | Estats Units  | Rally Cycling      |
| Joey Rosskopf     | 05/09/1989        | Estats Units  | Rally Cycling      |
| Keegan Swirbul    | 02/09/1995        | Estats Units  | Rally Cycling      |
| Nickolas Zukowsky | 03/06/1998        | Canadà        | Rally Cycling      |

## Classificacions UCI

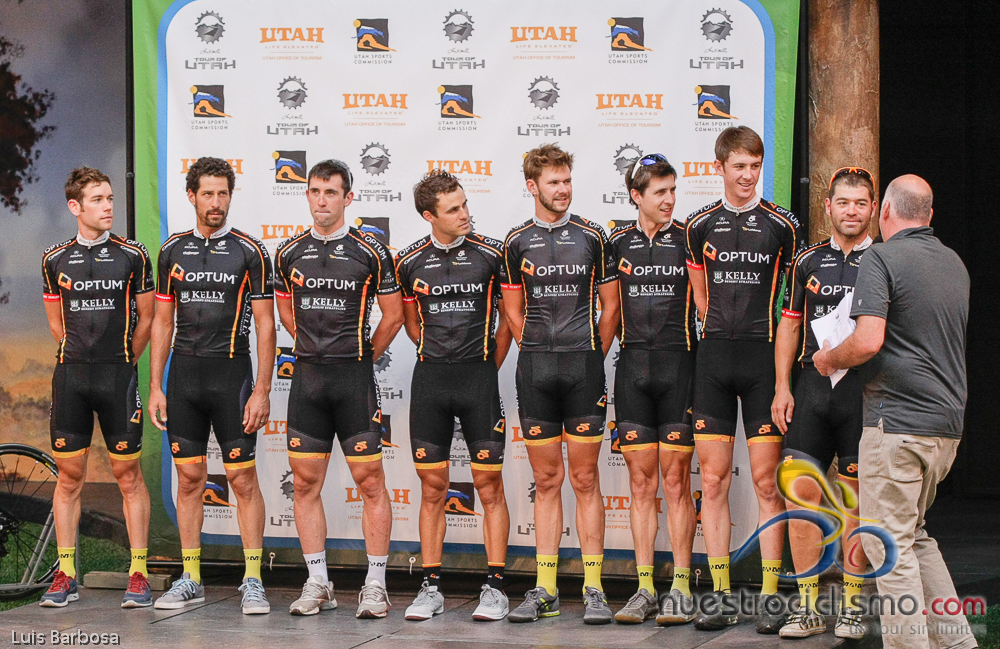
L'equip al 2013

L'equip participa en les proves dels circuits continentals i principalment en les curses del calendari de l'UCI Amèrica Tour. Aquesta taula presenta les classificacions de l'equip als circuits, així com el seu millor corredor en la classificació individual.
UCI Amèrica Tour
| Temporada | Classificació per equips | Millor ciclista en la classificació individual |
| --------- | ------------------------ | ---------------------------------------------- |
| 2007      | 9è                       | Martin Gilbert (14è)                           |
| 2008      | 8è                       | David Veilleux (25è)                           |
| 2009      | 3r                       | Scott Zwizanski (6è)                           |
| 2010      | 15è                      | Ryan Anderson (148è)                           |
| 2011      | 16è                      | Alex Candelario (114è)                         |
| 2012      | 4t                       | Ken Hanson (20è)                               |
| 2013      | 2n                       | Ryan Anderson (3r)                             |
| 2014      | 2n                       | Carter Jones (11è)                             |
| 2015      | 1r                       | Michael Woods (3r)                             |
| 2016      | 5è                       | Evan Huffman (19è)                             |
| 2017      | 1r                       | Rob Britton (2n)                               |
| 2018      | 2n                       | Rob Britton (16è)                              |
| 2019      | 2n                       | Brandon McNulty (20è)                          |
| 2020      | 2n                       | Gavin Mannion (25è)                            |
| 2021      | 1r                       | Pier-André Côté (40è)                          |

UCI Àsia Tour
| Temporada | Classificació per equips | Millor ciclista en la classificació individual |
| --------- | ------------------------ | ---------------------------------------------- |
| 2009      | 20è                      | Andrew Bajadali (56è)                          |
| 2010      | 23è                      | Jesse Anthony (83è)                            |
| 2011      | 62è                      | Dan Bowman (267è)                              |
| 2012      | 32è                      | Alex Candelario (71è)                          |
| 2013      | 54è                      | Eric Young (167è)                              |
| 2018      | 70è                      | Adam de Vos (245è)                             |

UCI Europa Tour
| Temporada | Classificació per equips | Millor ciclista en la classificació individual |
| --------- | ------------------------ | ---------------------------------------------- |
| 2007      | 135è                     | Ryan Roth (1351è)                              |
| 2008      | 104è                     | Andrew Bajadali (450è)                         |
| 2009      | 116è                     | Ryan Anderson (1114è)                          |
| 2010      | 80è                      | Jesse Anthony (309è)                           |
| 2011      | 108è                     | Alex Candelario (628è)                         |
| 2012      | 82è                      | Ken Hanson (269è)                              |
| 2013      | 72è                      | Ken Hanson (308è)                              |
| 2014      | 125è                     | Ryan Anderson (1057è)                          |
| 2015      | 89è                      | Michael Woods (333è)                           |
| 2016      | 115è                     | Will Routley (829è)                            |
| 2017      | 104è                     | Adam de Vos (793è)                             |
| 2018      | 60è                      | Robin Carpenter (352è)                         |
| 2021      |                          | Arvid de Kleijn (192è)                         |

El 2016 la Classificació mundial UCI passa a tenir en compte totes les proves UCI. Durant tres temporades existeix paral·lelament amb la classificació UCI World Tour i els circuits continentals. A partir del 2019 substitueix definitivament la classificació UCI World Tour.
| Temporada | Classificació per equips | Millor ciclista en la classificació individual |
| --------- | ------------------------ | ---------------------------------------------- |
| 2016      | -                        | Evan Huffman (338è)                            |
| 2017      | -                        | Rob Britton (191è)                             |
| 2018      | -                        | Brandon McNulty (226è)                         |
| 2019      | 46è                      | Brandon McNulty (240è)                         |
| 2020      | 68è                      | Gavin Mannion (361è)                           |
| 2021      | 40è                      | Arvid de Kleijn (224è)                         |